# 陳濬 (崇禎進士)
陳濬（1612年—1641年），號宇石，浙江杭州府仁和縣籍海盐县人，明末崇祯十年進士。

## 生平
崇禎九年（1636年）丙子科浙江鄉試第三十一名舉人，崇禎十年（1637年）丁丑科會試二百五十七名，三甲一百七十八名進士。工部觀政，十四年去世。

## 家族
曾祖陈璇，耆德冠带；祖陈五教，同前；父陈允德，礼部冠带儒士。